# Ischyropsalis hellwigii
Espèce
Synonymes
- Phalangium hellwigii Panzer, 1794
- Ischyropsalis herbstii C. L. Koch, 1847
- Ischyropsalis lucantei Simon, 1879
- Ischyropsalis superbus Simon, 1881
- Ischyropsalis taunica Müller, 1924
- Ischyropsalis plicata Roewer, 1923
- Ischyropsalis pectinifera Hadži, 1928
- Ischyropsalis frankenbergeri Bartoš, 1938
- Ischyropsalis crassichelis Roewer, 1950
- Ischyropsalis franzi Roewer, 1950

Ischyropsalis hellwigii est une espèce d'opilions dyspnois de la famille des Ischyropsalididae.

## Distribution
Ischyropsalis hellwigii hellwigii se rencontre aux Pays-Bas, en Allemagne, en Pologne, en Tchéquie, en Autriche, en Italie, en Slovénie, en Hongrie, en Croatie et en Bosnie-Herzégovine.
Ischyropsalis hellwigii lucantei se rencontre en France et en Espagne.

## Description
Les mâles mesurent de 5,6 à 6,8 mm et les femelles de 6,8 à 8,5 mm.

## Liste des sous-espèces
Selon World Catalogue of Opiliones (07/05/2023) :
- Ischyropsalis hellwigii hellwigii (Panzer, 1793)
- Ischyropsalis hellwigii lucantei Simon, 1879

## Systématique et taxinomie
Cette espèce a été décrite sous le protonyme Phalangium hellwigii par Panzer en 1794. Elle est placée dans le genre Ischyropsalis par C. L. Koch en 1839.
Ischyropsalis taunica a été placée en synonymie par Martens en 1965.
Ischyropsalis herbstii, Ischyropsalis plicata, Ischyropsalis pectinifera, Ischyropsalis frankenbergeri, Ischyropsalis crassichelis et Ischyropsalis franzi ont été placées en synonymie par Martens en 1969.
Ischyropsalis hellwigii lucantei a été décrite sous le protonyme Ischyropsalis lucantei par Simon en 1879. Elle est considérée comme une sous-espèce de Ischyropsalis hellwigii par Martens en 1969.
Ischyropsalis superbus a été placée en synonymie avec Ischyropsalis hellwigii lucantei par Martens en 1969.

## Étymologie
Cette espèce est nommée en l'honneur de Johann Christian Ludwig Hellwig.
Ischyropsalis hellwigii lucantei est nommée en l'honneur de Jean-Angel Lucante.

## Publications originales
- Panzer, 1794 : Faunae Insectorum Germanicae initia oder Deutschlands Insecten, Zweyter Jahrgang, XIII–XXIV Heft, Felseckersche Buchhandlung, Nürnberg, p. 1–284.
- Simon, 1879 : « Les Ordres des Chernetes, Scorpiones et Opiliones. » Les Arachnides de France, vol. 7, p. 1-332.